# Molophilus (Molophilus) inconspicuus
Molophilus (Molophilus) inconspicuus is een tweevleugelige uit de familie steltmuggen (Limoniidae). De soort komt voor in het Oriëntaals gebied.